# Johannes Oerding
 (juin 2017).

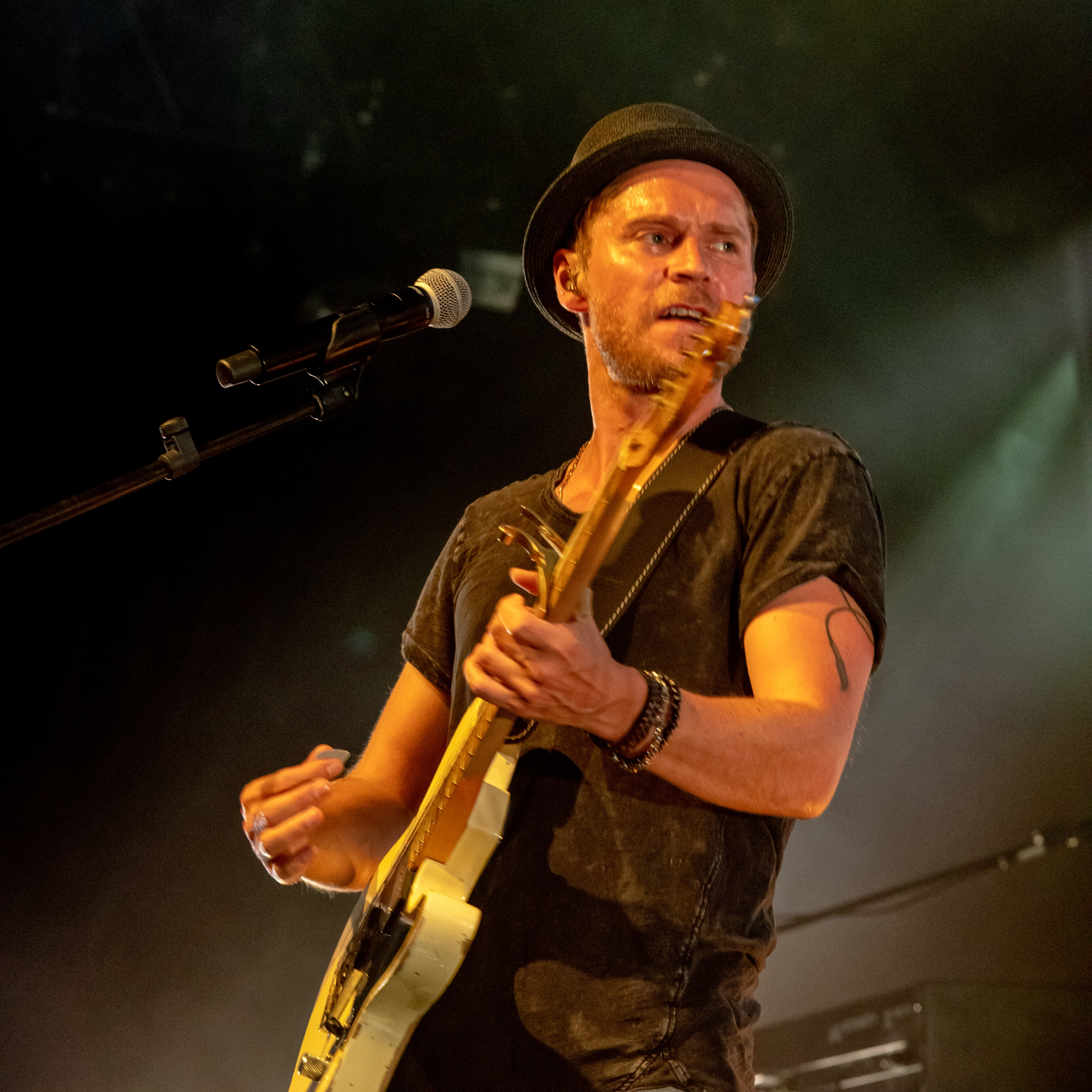
Johannes Oerding au ZMF 2018 à Fribourg, Allemagne

Johannes Oerding, né le 26 décembre 1981 à Münster, est un auteur-compositeur-interprète allemand.

## Biographie
Johannes Oerding est né à Münster, en Westphalie, et a grandi à Gueldre en Basse-Rhénanie.
En 2009 il prend part aux tournées des groupes Simply Red et Ich + Ich, des chanteurs Nevio, Ina Müller et Stefanie Heinzmann en faisant leurs premières parties. C'est suivi d'une tournée solo puis, le 21 août 2009, de son premier album solo intitulé First Choice, qui atteint la 39e place des charts allemands. Le 28 janvier 2011, son deuxième album solo, Boxer, sort puis, le 11 janvier 2013, son troisième album Für immer ab jetzt.
Le 26 septembre 2013, Oerding représente Hambourg au Bundesvision Song Contest et termine deuxième avec Nothing. 
En 2015, il est récompensé pour ses albums Forever Now et Everything Burning en Allemagne, chacun avec un disque d'or pour plus de 100 000 exemplaires vendus.
Le 5 mai 2017, son cinquième album Kreise parait. Le single du même nom est publié le 24 mars 2017.

### Vie privée
Depuis 2011, il vit à Hambourg avec la chanteuse et animatrice de télévision allemande, Ina Müller,.

## Discographie
- 2010 : Erste Wahl
- 2011 : Boxer
- 2013 : Für immer ab jetzt
- 2015 : Alles brennt